# 安德里伊夫卡 (舍普季茨基區)
50°21′38″N 24°26′9″E / 50.36056°N 24.43583°E
安德里伊夫卡（烏克蘭語：Андріївка），是烏克蘭西部利沃夫州舍普季茨基区拉德希夫市镇内的村庄。面積0.88平方公里，海拔高度207米，2001年人口326，人口密度每平方公里369.61人。